# كتاب أسرار العربية
كتاب أسرار العربية هو كتاب من تأليف أبو البركات الأنباري، يذكر فيه المؤلف أسرار اللغة العربية ومذاهب النحويين المتقدمين والمتأخرين من البصريين والكوفيين،
وفي الكتاب أكثر من 60 باباً يشرح فيها أقسام اللغة العربية.

## أسلوب الكتاب
جاء أسلوبه سلسًا، سهلاً، واضحًا، بعيدًا عن التعقيد، فلا يحس القارئ بالجفاف النحوي والمنطقي الذي تجده في كثير من كتب النحو التي كتبت في ذلك العصر.